# Dione (re di Laconia)
Dione (in greco Δίων? Dìōn) è un personaggio della mitologia greca, era un re di Laconia e sposo di Anfitea, figlia di Pronace.

## Mitologia
Gentilmente ricevuto da Dione e Anfitea, il dio Apollo li aveva premiati conferendo sulle loro figlie, Orphe, Lyco e Carya, il dono della profezia con la condizione però che esse non tradissero gli dei e che non ricercassero cose proibite.
Dione eresse un tempio a Dioniso, che a sua volta aveva visitato la sua casa e si era innamorato di Carya. Quando Orphe e Lyco tentarono di non lasciare che la sorella si unisse con Dioniso (rompendo così la condizione imposta da Apollo), Dioniso mutò le sorelle in rocce e Carya in un noce. 

I Lacedemoni, informati da Artemide, le dedicarono un tempio.